# Алеко Константінов
Алеко Константінов (*Алеко Константинов, 13 січня 1863 —†23 травня 1897) — болгарський письменник, журналіст, громадський діяч та перекладач.

## Життєпис
Походив з родини торговців. Народився у м. Свіштов 1867 року. Був сином Іваніци Хаджиконстантінова. Спочатку отримав домашню освіту. З 1872 до 1874 року навчався у місцевому училищі. Після цього до 1877 року навчався у Габровському училищі.
Під час російсько-турецької війни 1877–1878 років служив писарем в канцелярії свіштовського губернатора Марко Балабанова. У 1878 виїхав до Російської імперії, вчився в реальній гімназії Миколаєва, яку закінчив 1881 року. До цього часу відносяться перші літературні проби Константінова.
У 1881–1885 роках навчався на юридичному факультеті Одеського університету. У 1885 році перебирається до Софії, що стала столицею Болгарського князівства. Тут служив в окружному суді — до 1888 року помічником прокурора, а у 1890–1892 роках суддею апеляційного суду.
За відмову виконувати протизаконні вимоги неодноразово звільнявся зі служби і змушений був займатися адвокатурою. Константінов виходив пішки всю Болгарію. Побував 1889 року у Франції на Всесвітній виставці у Парижі, 1891 року на Промисловій виставці у Празі, а у 1893 році — на всесвітній виставці в Чикаго (США).
У 1896 році підготувати і успішно захистив габілітацію «Право на помилування з нагоди нового Кримінального закону», щоб стати професором кримінального та цивільного права на юридичному факультеті Софійського університету.
Водночас займався громадською діяльністю. Був членом Верховного македонського комітету, Комісії із сприяння місцевої промисловості, Товариства заохочення мистецтв, Музичного товариства, Театрального комітету. У 1896 році за ініціативи Констанінова було створено перші туристичні компанії в Болгарії. У 1890-х роках брав активну участь у діяльності Демократичної партії.
Константінова було вбито найманими вбивцями на дорозі Пештера — Пазарджик, біля села Кочагово, що зараз носить ім'я Алеко Констатінова.

## Творчість
А. Константінов був відомий завдяки своїх сатиричним оповідкам та фейлетонам, що переважно друкувалися у журналі «Прапор». Об'єктом їх був болгарський буржуа. Найвідоміший твір письменника — повість «Бай Ганю» (1895 рік). Вона складається з окремих оповідань-фейлетонів, де в головному героєві Ганю узагальнені характерні соціальні риси болгарського підприємця.
Константінов має внесок у розвиток жанру подорожніх нарисів. У книзі «До Чикаго і назад» (1893 рік) він показав вади Америки, де капітал, за словами письменника, «задушив свого батька — особисту свободу».
Також відомий як перекладач західноєвропейської (Мольєр) та російської поезії (Пушкін, Лермонтов, Некрасов).